# Шиншилловые крысы
Шиншилловые крысы, или шиншиллокрысовые, или крысиношиншилловые (лат. Abrocomidae) — семейство южноамериканских млекопитающих отряда грызунов. Из-за труднодоступного местожительства эти грызуны практически неизучены.

## Общее описание
Шиншилловые крысы обитают в Андах — от Перу до Чили, встречаясь на каменистых склонах до высоты 5 000 м над уровнем моря. Образ жизни изучен слабо.
Длина тела шиншилловых крыс 15—25 см; внешне они действительно напоминают крыс с заострёнными удлинёнными мордочками, большими глазами и ушами. Конечности невысокие. Передние лапы с 4 пальцами, задние — с 5. На пальцах задних лап имеются «щётки» из длинных жестких волос, подобные тем, что имеются у восьмизубых, шиншилловых и гребнемышиных. Когти тупые, слабые. Хвост короче тела, хорошо опушённый. Мех коричнево-сероватый, длинный, густой и мягкий — отсюда название шиншилловые крысы. Зубов 30.
Новейшие молекулярные исследования (2001) показали, что шиншилловые крысы, возможно, ближе к дегу, нутрии и туко-туко, чем к шиншиллам.

## Классификация
База данных Американского общества маммологов (ASM Mammal Diversity Database) признаёт 2 современных рода шиншилловых крыс, объединяющих 10 видов (один вид вымер в историческое время):
- Род Шиншилловые крысы (Abrocoma)[1][2]
  - Шиншилловая крыса Беннетта (Abrocoma bennettii)
  - Боливийская шиншилловая крыса (Abrocoma boliviensis)
  - Abrocoma budini
  - Пепельная шиншилловая крыса (Abrocoma cinerea), или серая шиншилловая крыса[2]
  - Abrocoma famatina
  - Abrocoma schistacea
  - Abrocoma uspallata
  - Abrocoma vaccarum
- Род Cuscomys
  - Перуанская шиншилловая крыса (Cuscomys ashaninka)
  - † Cuscomys oblativus

По данным сайта Paleobiology Database, на октябрь 2021 года в семейство включают 2 вымерших рода (оба монотипические):
- † Род Ameghinomys
  - † Ameghinomys constans
- † Род Protabrocoma
  - † Protabrocoma antigua

Шиншилловые крысы — редкие животные, хотя они и не относятся к охраняемым видам. Иногда на них охотятся ради шкурок, хотя они непрочны и малоценны.